# Nicole Langosch
Nicole Langosch (* 1983 in Herborn, Hessen) ist die erste deutsche Kapitänin eines Kreuzfahrtschiffes. Sie ist seit 2022 als Geschäftsführerin bei Hurtigruten Expedition Technical Services GmbH tätig.

## Beruflicher Werdegang
Nicole Langosch wuchs in Hessen auf und kam über das Segeln zur Schifffahrt. Nach dem Abitur 2002 studierte Langosch an der Hochschule Emden/Leer Nautik und Reedereilogistik. Auf das Diplom folgte ein halbjähriges Praktikum an Bord eines Containerschiffs. Sie heuerte anschließend bei AIDA Cruises an und fuhr von 2008 bis 2013 als Offizierin zur See. Sie wurde Staff-Kapitänin und nach Erhalt des Kapitänspatents im März 2018 Kapitänin der AIDAsol. Langosch lebt in Hamburg.

## Ehrungen und Auszeichnungen
2018 erhielt Langosch die Auszeichnung der WISTA (Women’s International Shipping & Trading Association) als Personality of the Year 2018.